# Rhyacophila glaciera
Rhyacophila glaciera là một loài Trichoptera trong họ Rhyacophilidae. Chúng phân bố ở miền Tân bắc.